# Борго Партенопе (Козенца)
Борго Партенопе је насеље у Италији у округу Козенца, региону Калабрија.
Према процени из 2011. у насељу је живело 282 становника. Насеље се налази на надморској висини од 491 м.